# Hydrorchis
Hydrorchis é um género botânico pertencente à família das orquídeas (Orchidaceae).